# Bombardeio de Alcanlu em 2017
O bombardeio de Alcanlu ou a tragédia de Alcanlu (em azeri:  Alxanlı faciəsi), foi o bombardeio de uma casa na aldeia de Alcanlu no distrito de Fuzuli no Azerbaijão pelas Forças Armadas Armênias com artilharia de 82 mm e 120 mm em 4 de julho de 2017. Como resultado do bombardeio, 51 anos - a antiga civil azerbaijana Sahiba Guliyeva e sua neta de 18 meses, Zahra Guliyeva, foram mortas. Além disso, outra mulher, Sarvinaz Guliyeva, de 52 anos, ficou gravemente ferida, mas sobreviveu.

## Reações
Ambos os lados se acusaram mutuamente de violar o cessar-fogo. O ministro das Relações Exteriores da Armênia, Shavarsh Kocharyan, afirmou que o Azerbaijão foi responsável por todas as vítimas devido às "contínuas provocações militares contra o Alto Carabaque". As autoridades locais da autoproclamada República do Carabaque Montanhoso afirmaram que o Azerbaijão disparou de posições próximas aos edifícios residenciais de Alcanlu. O porta-voz do Ministério da Defesa do Azerbaijão, Vagif Dargahlu, negou essas alegações, afirmando que não havia quartéis militares ou posições de fogo em Alcanlu no momento do bombardeio. Em 6 de julho de 2017, as autoridades locais e estaduais do Azerbaijão organizaram uma visita de adidos militares estrangeiros credenciados ao Azerbaijão e de representantes da mídia estrangeira à Alcanlu. O Ministério das Relações Exteriores da Turquia, o embaixador do Irã no Azerbaijão, senadores e parlamentares do Reino Unido e a Rússia condenaram o lado armênio por lançar ataques contra a população civil.